# Hoan Thụy Thế Kỷ
Công ty cổ phần TNHH Truyền thông Điện ảnh và Truyền hình Hoan Thụy Thế Kỷ (tiếng Trung: 欢瑞世纪影视传媒股份有限公司, tiếng Anh: H&R Century) là một hãng phim điện ảnh và truyền hình tư nhân tại Trung Quốc Đại lục, ngoài sản xuất phim còn tham gia quản lý nghệ sĩ và quảng cáo, truyền thông. Công ty bắt đầu hoạt động từ năm 2006, với lĩnh vực chính là sản xuất các phim truyền hình và điện ảnh. Từ khi thành lập tới nay, công ty này vẫn luôn phát triển và mở rộng đầu tư vào phim ảnh cùng các lĩnh vực liên quan.

## Các studio hợp tác
Hiện nay, theo thứ tự là:
- Studio Minh Đạo
- Studio Hà Thịnh Minh
- Studio Giả Nãi Lượng
- Studio Đỗ Thuần
- Studio Đường Yên
- Studio Dương Mịch
- Studio Lưu Khải Uy
- Studio Bạch Chú
- Studio Chu Tử Kiêu

## Nghệ sĩ trực thuộc
| Nghệ sĩ nữ - Trương Dư Hi - Dĩnh Nhi - Tuyên Lộ - Triệu Anh Tử - Hầu Mộng Dao - Viên Băng Nghiên - Lý Mạn - Dương Hật Tử - Lương Tịnh Nhàn - Trương Chỉ Khê - Hà Đỗ Quyên - Lâm Nguyên - Tập Tuyết - Lưu Manh Manh - Ổ Tĩnh Tĩnh - Lý Nhược Gia - Bạch Tuyết - Trương Mặc Tích - Hoàng Nghệ - Triệu Nhuế Hạm - Hứa Viện Viện - Lý Gia Tuệ - Chu Ức Đan - Phó Mộng Ny - Mẫn Xuân Hiểu - Trương Nhã Trác | Nghệ sĩ nam - Thành Nghị - Hàn Đống - Lưu Học Nghĩa - Trương Duệ - Vương Kính Tùng - Lưu Hoan - Bành Ngu Khư - Trương Thiên Dương - Hà Trung Hoa - Trương Bác Vũ - Triệu Đông Trạch - Phó Phương Tuấn - Lý Trạch - Ngô Ý Thao - Trình Hiểu Tuấn - Phác Thước - Hàn Thừa Vũ - Bạch Chú - Lý Tuấn Dật - Diêu Dịch Thần - Chu Tuấn Vỹ - Hoàng Hựu Minh - Huỳnh Hải Băng - Ứng Hạo Minh - Trâu Đình Uy - Vương Hữu Thạc - Tôn Trạch Nguyên | Cựu nghệ sĩ - Trần Vỹ Đình - Lý Dịch Phong - Dương Tử - Mao Tử Tuấn - Tần Tuấn Kiệt - Nhậm Gia Luân |

## Phim truyền hình/ phim mạng
| Phát sóng | Quay phim                        | Tên phim                                              | Hợp tác            |
| --------- | -------------------------------- | ----------------------------------------------------- | ------------------ |
| 2009      | 2008                             | Mai Khôi Giang Hồ《玫瑰江湖》                         | Vu Chính studio    |
| 2010      | 2009                             | Đại Nha Hoàn《大丫鬟》                                | Vu Chính studio    |
| 2011      | 2010                             | Cung Tỏa Tâm Ngọc《宫锁心玉》                         | Vu Chính studio    |
| 2011      | 2010                             | Hoàn Mỹ Trượng Phu《完美丈夫》                        |                    |
| 2011      | 2011                             | Bí mật bị bỏ quên《被遗弃的秘密》                     | Vu Chính studio    |
| 2012      | 2011                             | Cung Tỏa Châu Liêm《宫锁珠帘》                        | Vu Chính studio    |
| 2012      | 2011                             | Đẳng cấp quý cô《胜女的代价》                         | Vu Chính studio    |
| 2012      | 2011                             | Vết đạn《弹孔》                                       |                    |
| 2012      | 2011                             | Khuynh Thành Tuyết《倾城雪》                          | Vu Chính studio    |
| 2012      | 2011                             | Nữ nhân của Vua《王的女人》                           | Vu Chính studio    |
| 2013      | 2012                             | Họa Bì Chi Chân Ái Vô Hối《画皮之真爱无悔》           | Lâm Tâm Như studio |
| 2013      | 2012                             | Đồng Bách Anh Hùng《桐柏英雄》                        |                    |
| 2013      | 2012                             | Thịnh Hạ Vãn Tinh Thiên《盛夏晚晴天》                 | Lưu Khải Uy studio |
| 2013      | 2012                             | Đẳng cấp quý cô 2《胜女的代价2》                      | Minh Đạo studio    |
| 2014      | 2012                             | Hồng Tửu Tiếu Giai Nhân《红酒俏佳人》                 |                    |
| 2014      | 2013                             | Thiếu Niên Thần Thám Địch Nhân Kiệt《少年神探狄仁杰》 | Lâm Tâm Như studio |
| 2014      | 2013                             | Cổ Kiếm Kỳ Đàm《古剑奇谭》                            | Hoa Bân studio     |
| 2014      | 2013                             | Vi Thời Đại《微时代》                                 | Dương Mịch studio  |
| 2015      | 2014                             | Hoạt Sắc Sinh Hương《活色生香》                       | Hoa Bân studio     |
| 2015      | 2013                             | Thiếu Niên Tứ Đại Danh Bổ《少年四大名捕》             | Hoa Bân studio     |
| 2015      | 2014                             | Đạo Mộ Bút Ký《盗墓笔记》                             | Hoa Bân studio     |
| 2016      | 2013                             | Nhất Niệm Hướng Bắc《一念向北》                       | Lưu Khải Uy studio |
| 2016      | 2014                             | Ái Đích Giai Thê《爱的阶梯》                          |                    |
| 2020      | 2019                             | Lưu Ly mỹ nhân sát《琉璃美人煞》                      |                    |
| 2021      | 2019                             | Dữ Quân Ca《与君歌》                                  |                    |
| Đợi chiếu | 2020                             | Gió Nam Hiểu Lòng Tôi《南风知我意》                   |                    |
| Đợi chiếu | 2020 2021                        | Khi Bóng Đêm Gợn Sóng《夜色暗涌时》                   |                    |
| Đợi chiếu | 2021                             | Khi Bóng Đêm Gợn Sóng《夜色暗涌时》                   |                    |
| Đợi chiếu | Trầm Vụn Hương Phai 《沉香如屑》 |                                                       |                    |
| Đợi chiếu | Thiên Thu Lệnh 《千秋令》        |                                                       |                    |
| Đợi chiếu | 2011                             | Thiên sứ hạnh phúc《天使的幸福》                      | Minh Đạo studio    |
| Đợi chiếu | 2012                             | Trảo Khẩn Thời Gian Ái《抓紧时间爱》                  |                    |
| Đợi chiếu | 2013                             | Mỹ Nhân Tư Phòng Thái《美人私房菜》                   |                    |
| Đợi chiếu | 2015                             | Ma Tước《麻雀》                                       |                    |
| 2016      | 2015                             | Thanh Vân Chí《青云志》                               |                    |

## Phim điện ảnh
| Năm chiếu | Năm quay phim | Tên phim                                | Ghi chú |
| --------- | ------------- | --------------------------------------- | ------- |
| 2012      | 2012          | Bão Xuất Nhất Phiến Thiên《跑出一片天》 |         |
| 2013      | 2012          | Tiểu Thời Đại《小时代》                 |         |
| 2013      | 2012          | Tiểu Thời Đại 2《小时代：青木时代》     |         |
| 2014      | 2013          | Trọn đời trọn kiếp《一生一世》          |         |
| 2014      | 2013          | Tiểu Thời Đại 3《小时代：刺金时代》     |         |
| 2015      | 2015          | Phanh Nhiên Tinh Động《怦然星动》       |         |